# Дисульфид гафния
Дисульфид гафния — неорганическое соединение, 
соль гафния и сероводородной кислоты с формулой HfS2,
коричневые кристаллы.

## Получение
- Синтез из простых веществ:

{\displaystyle {\mathsf {Hf+2S\ {\xrightarrow {T}}\ HfS_{2}}}}
- Реакция хлорида гафния(IV) с сероводородом:

{\displaystyle {\mathsf {HfCl_{4}+2H_{2}S\ {\xrightarrow {T}}\ HfS_{2}+4HCl}}}

## Физические свойства
Дисульфид гафния образует коричневые кристаллы
тригональной сингонии, пространственная группа P 3m1, параметры ячейки a = 0,3635 нм, c = 0,5837 нм, Z = 1,
структура типа иодида кадмия
.